# Oreopanax ruizii
Oreopanax ruizii är en araliaväxtart som beskrevs av Joseph Decaisne, Jules Émile Planchon och Hermann Harms. Oreopanax ruizii ingår i släktet Oreopanax och familjen Araliaceae. Inga underarter finns listade.